# Орден хорватської ранкової зірки
Орден хорватської ранкової зірки (хорв. Red Danice hrvatske) — чотирнадцята за значущістю відзнака, яку вручає Республіка Хорватія. Орден засновано 1 квітня 1995 року. Присуджується в різних сферах діяльності, має різновиди, що відрізняються зображеним обли́ччям певного діяча:
- Марка Марулича — за культуру
- Блаж Лоркович — за підприємництво/економіку
- Руджер Бошкович — за науку
- Нікола Тесла — за інновації
- Франьо Бучар — за спорт
- Катаріна Зринська — за охорону здоров'я, соціальне забезпечення та пропаганду моральних цінностей
- Антун Радич — за освіту

(ліворуч: орденська медаль; посередині: зменшена декоративна версія; праворуч: орденська стрічка)

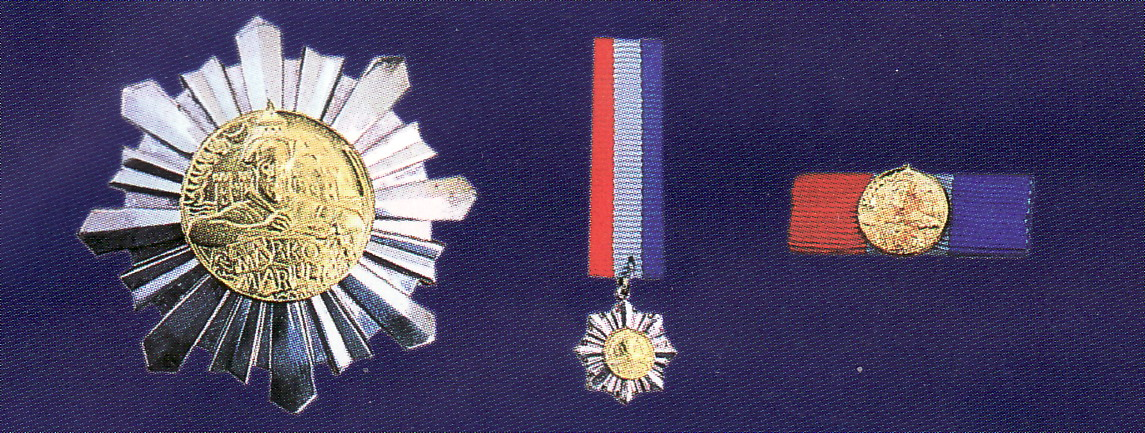
з лицем Марка Марулича
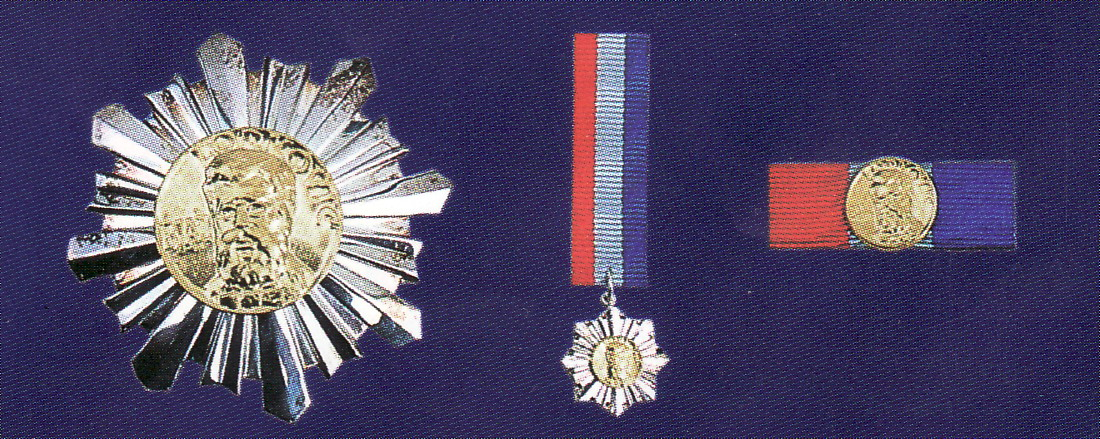
з лицем Блажа Лорковича
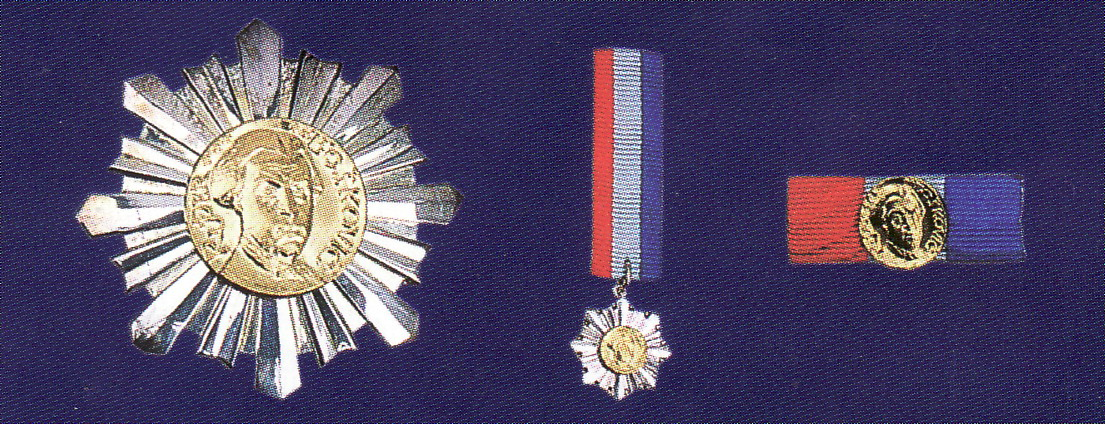
з лицем Руджера Бошковича
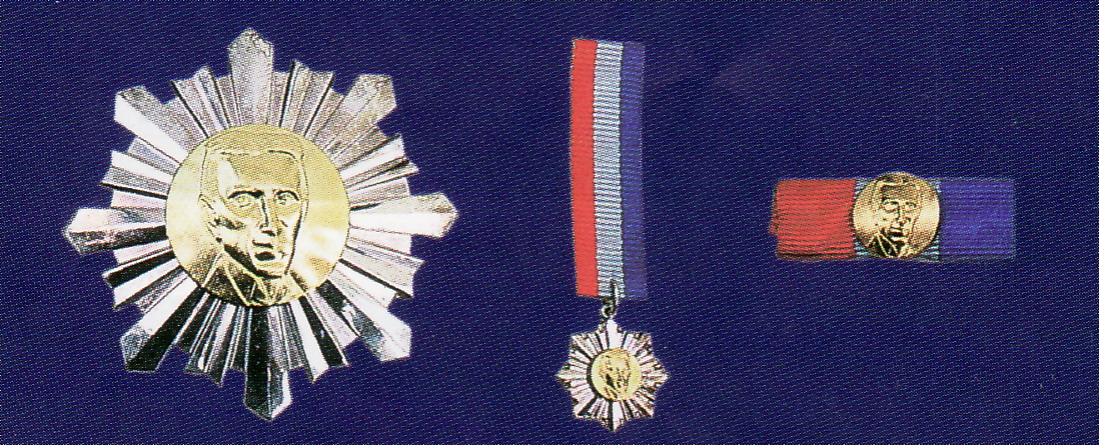
з лицем Ніколи Тесли
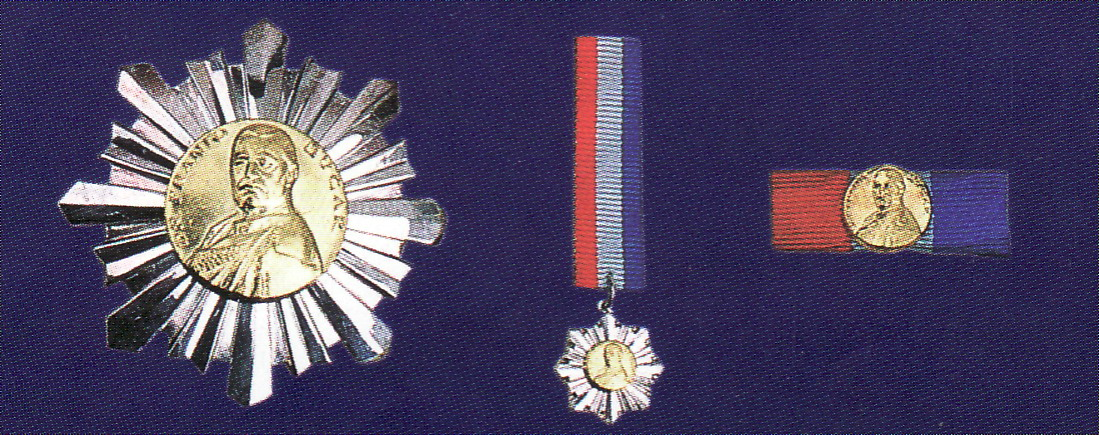
з лицем Франьо Бучарр
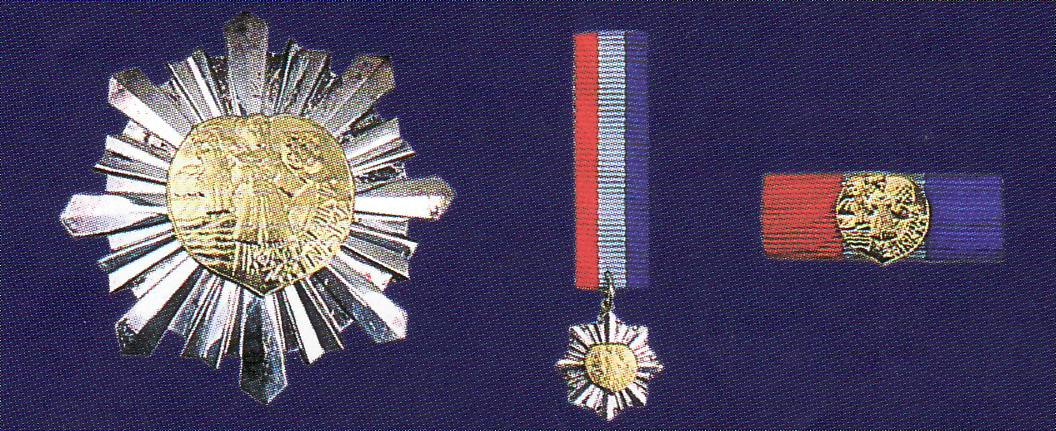
з лицем Катаріни Зринської
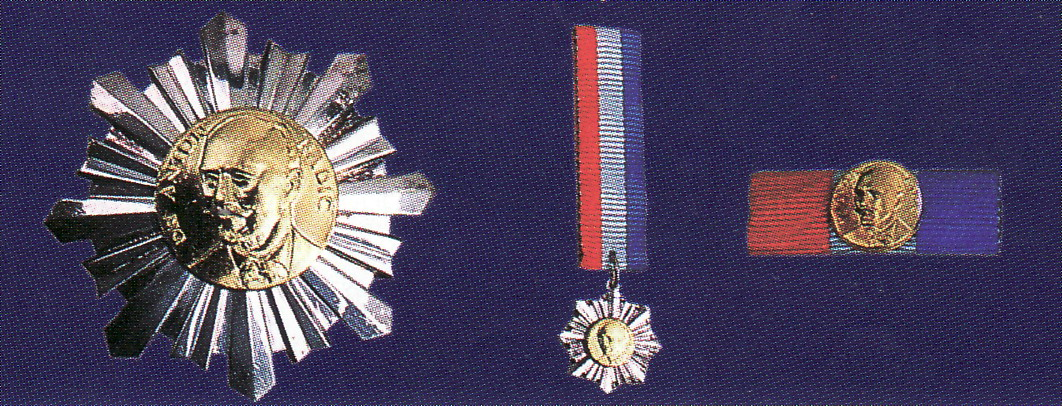
з лицем Антуна Радича

## Визначні одержувачі
- Джон Малкович[3]
- Мате Рімац
- Майкл Йорк[4]
- Мартін Шин[5]
- Альфред Фредді Крупа[6]
- Анджей Вайда[7]
- Владимир Прелог
- Кшиштоф Пендерецький[8]
- Ален Фінкелькрот[9]
- Франческа Тиссен-Борнеміза[10]
- Філіп Джей Коен
- Іво Погорелич[8]
- Вера Фішер
- Давор Шукер
- Дражен Петрович
- Свамі Магешварананда[11]
- Бонавентура Дуда

- Божо Бішкупич